# 봉배산토성
봉배산토성(鳳倍山土城)은 서울특별시 양천구에 있었던 토성으로, 현재까지 흔적이 남아있는 성이다. 지양산토성과 고개 하나를 두고 마주보고 있다.